# Sierra de los Pinos (Sierra Almagrera)
Sierra Almagrera es una sierra constituida por montañas cercanas a la costa del Mediterráneo, en el este de la provincia de Almería (España), con una altitud no superior a los 468 m sobre el nivel del mar. Este sistema montañoso pertenece a las Cordilleras Béticas y se encuentra en el término municipal de Cuevas de Almanzora.
Sierra de gran belleza, desconocida por la inmensa mayoría de los lugareños; posee una frondosa población de pino carrasco y desde su cimas puede divisar la costa desde Águilas hasta Mojácar. Sierra de los pinos se encuentra situado en las coordenadas 37°17′N 1°45′O / 37.283, -1.750.